# 雷曼2：胜利大逃亡
《雷曼2：胜利大逃亡》是一款由育碧蒙彼利埃制作、育碧发行的动作冒险游戏，是雷曼系列作品之一。游戏于1999年在任天堂64、Game Boy Color、Dreamcast、PlayStation等多个平台发行。

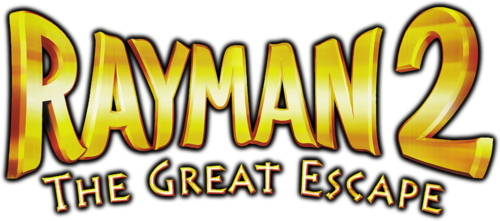
此圖為雷曼2:勝利大逃亡的遊戲LOGO

《雷曼2》的故事发生在Glade of Dreams。
游戏收到评论者和粉丝的好评。IGN给予任天堂64版本的9分。